# 鲁别拉
鲁别拉（義大利語：Rubiera），是意大利雷焦艾米利亚省的一个市镇。总面积25.3平方公里，人口14527人，人口密度574.2人/平方公里（2009年）。ISTAT代码为035036。